# تابرناش (کلرادو)
تابرناش (به انگلیسی: Tabernash) یک منطقهٔ مسکونی در ایالات متحده آمریکا است که در شهرستان گرند، کلرادو واقع شده‌ است. تابرناش ۱۲٫۳ کیلومتر مربع مساحت و ۴۱۷ نفر جمعیت دارد و ۲,۵۴۰ متر بالاتر از سطح دریا واقع شده‌است.